# Ciclismo Cup 2019
La Ciclismo Cup 2019 è stata la 13ª edizione (la 3ª con la nuova denominazione) della Ciclismo Cup, circuito ciclistico nazionale italiano, organizzato dalla Lega del Ciclismo Professionistico. La manifestazione, costituita da 19 prove, si è aperta il 17 febbraio 2019 con il Trofeo Laigueglia e si è conclusa il 10 ottobre 2019 con il Gran Piemonte.
Il circuito prevedeva tre classifiche, due individuali (assoluta e giovani Under-25) ed una a squadre, vinte rispettivamente da Giovanni Visconti, Fausto Masnada e dall'Androni Giocattoli-Sidermec. A partire da questa stagione, l'ambita wild card per il Giro d'Italia, solitamente assegnata al gruppo sportivo vincitore della classifica riservata ai team, non è più stata concessa, a causa del mancato rinnovo dell'accordo con RCS Sport.

## Squadre
Le squadre che vi partecipano sono sei:
- Androni Giocattoli-Sidermec
- Bahrain-Merida
- Bardiani CSF

- Neri Sottoli-Selle Italia-KTM
- Nippo-Vini Fantini-Faizané
- UAE Team Emirates

## Calendario
| Corsa | Data         | Evento                                  | Cat. | Vincitore             | Squadra           | Leader della Cl. italiana | Squadra leader della Cl. italiana |
| ----- | ------------ | --------------------------------------- | ---- | --------------------- | ----------------- | ------------------------- | --------------------------------- |
| 1     | 17 febbraio  | Trofeo Laigueglia (2019)                | 1.HC | Simone Velasco        | Neri Sottoli      | Simone Velasco            | Neri Sottoli-Selle Italia         |
| 2     | 10 marzo     | GP Industria e Artigianato (2019)       | 1.HC | Maximilian Schachmann | Bora-Hansgrohe    | Simone Velasco            | Neri Sottoli-Selle Italia         |
| 3     | 27-31 marzo  | Settimana di Coppi e Bartali (2019)     | 2.1  | Lucas Hamilton        | Mitchelton-Scott  | Simone Velasco            | Neri Sottoli-Selle Italia         |
| 4     | 3-6 aprile   | Giro di Sicilia (2019)                  | 2.1  | Brandon McNulty       | Rally UHC Cycling | Simone Velasco            | Neri Sottoli-Selle Italia         |
| 5     | 22-26 aprile | Tour of the Alps (2019)                 | 2.HC | Pavel Sivakov         | Team Sky          | Fausto Masnada            | Androni-Sidermec                  |
| 6     | 28 aprile    | Giro dell'Appennino (2019)              | 1.1  | Mattia Cattaneo       | Androni-Sidermec  | Mattia Cattaneo           | Androni-Sidermec                  |
| 7     | 28 giugno    | Campionato italiano a cronometro (2019) | CN   | Filippo Ganna         | Team Ineos        | Mattia Cattaneo           | Androni-Sidermec                  |
| 7     | 30 giugno    | Campionato italiano in linea (2019)     | CN   | Davide Formolo        | Bora-Hansgrohe    | Mattia Cattaneo           | Androni-Sidermec                  |
| 8     | 23-28 luglio | Adriatica Ionica Race (2019)            | 2.1  | Mark Padun            | Bahrain-Merida    | Fausto Masnada            | Androni-Sidermec                  |
| 9     | 14 settembre | Coppa Agostoni (2019)                   | 1.1  | Aljaksandr Rabušėnka  | UAE               | Fausto Masnada            | Androni-Sidermec                  |
| 10    | 15 settembre | Coppa Bernocchi (2019)                  | 1.1  | Phil Bauhaus          | Bahrain-Merida    | Fausto Masnada            | Androni-Sidermec                  |
| 11    | 18 settembre | Giro della Toscana (2019)               | 1.1  | Giovanni Visconti     | Neri Sottoli      | Fausto Masnada            | Androni-Sidermec                  |
| 12    | 19 settembre | Coppa Sabatini (2019)                   | 1.1  | Aleksej Lucenko       | Astana Pro Team   | Fausto Masnada            | Androni-Sidermec                  |
| 13    | 21 settembre | Memorial Marco Pantani (2019)           | 1.1  | Aleksej Lucenko       | Astana Pro Team   | Giovanni Visconti         | Androni-Sidermec                  |
| 14    | 22 settembre | Trofeo Matteotti (2019)                 | 1.1  | Matteo Trentin        | Italia            | Giovanni Visconti         | Androni-Sidermec                  |
| 15    | 5 ottobre    | Giro dell'Emilia (2019)                 | 1.HC | Primož Roglič         | Team Jumbo-Visma  | Giovanni Visconti         | Androni-Sidermec                  |
| 16    | 6 ottobre    | GP Bruno Beghelli (2019)                | 1.HC | Sonny Colbrelli       | Bahrain-Merida    | Giovanni Visconti         | Androni-Sidermec                  |
| 17    | 8 ottobre    | Tre Valli Varesine (2019)               | 1.HC | Primož Roglič         | Team Jumbo-Visma  | Giovanni Visconti         | Androni-Sidermec                  |
| 18    | 9 ottobre    | Milano-Torino (2019)                    | 1.HC | Michael Woods         | EF Education      | Giovanni Visconti         | Androni-Sidermec                  |
| 19    | 10 ottobre   | Gran Piemonte (2019)                    | 1.HC | Egan Bernal           | Team Ineos        | Giovanni Visconti         | Androni-Sidermec                  |

## Classifiche
Risultati finali.
| Pos. | Corridore         | Squadra      | Punti |
| ---- | ----------------- | ------------ | ----- |
| 1    | Giovanni Visconti | Neri Sottoli | 281   |
| 2    | Fausto Masnada    | Androni-Sid. | 197   |
| 3    | Sonny Colbrelli   | Bahrain-Mer. | 193   |
| 4    | Andrea Vendrame   | Androni Sid. | 182   |
| 5    | Mattia Cattaneo   | Androni-Sid. | 173   |
| 6    | Simone Velasco    | Neri Sottoli | 158   |
| 7    | Davide Formolo    | Bora-Hansg.  | 102   |
| 8    | Kristian Sbaragli | Israel       | 95    |
| 9    | Diego Ulissi      | UAE          | 88    |
| 10   | Alberto Bettiol   | EF Education | 86    |

| Pos. | Corridore Under-25   | Squadra      | Punti |
| ---- | -------------------- | ------------ | ----- |
| 1    | Fausto Masnada       | Androni-Sid. | 197   |
| 2    | Andrea Vendrame      | Androni Sid. | 182   |
| 3    | Simone Velasco       | Neri Sottoli | 158   |
| 4    | Mark Padun           | Bahrain-Mer. | 79    |
| 5    | Davide Gabburo       | Neri Sottoli | 75    |
| 6    | Simone Consonni      | UAE          | 61    |
| 7    | Nicola Bagioli       | Nippo-Fant.  | 59    |
| 8    | Phil Bauhaus         | Bahrain-Mer. | 47    |
| 9    | Aljaksandr Rabušėnka | UAE          | 42    |
| 10   | Nicola Conci         | Trek-Segaf.  | 41    |
| 10   | Filippo Ganna        | Team Ineos   | 41    |

| Pos. | Squadra                       | Punti |
| ---- | ----------------------------- | ----- |
| 1    | Androni Giocattoli-Sidermec   | 854   |
| 2    | Neri Sottoli-Selle Italia-KTM | 825   |
| 3    | Bahrain-Merida                | 541   |
| 4    | UAE Team Emirates             | 317   |
| 5    | Bardiani CSF                  | 301   |
| 6    | Nippo-Vini Fantini-Faizané    | 261   |